# Трайнин, Пётр Афанасьевич
Пётр Афанасьевич Трайнин (18 июня  1909, село Александровка, Воронежская губерния — 9 августа 1978, Белгород) — Герой Советского Союза (1943) и Герой Социалистического Труда (1948).
Один из 11 человек, отмеченных двумя высшими степенями отличия СССР и второй после И. В. Сталина. В годы Великой Отечественной войны — механик-водитель танка Т-34 150-й танковой бригады 60-й армии Воронежского фронта.

## Биография

### Ранние годы
Родился 18 июня 1909 года в селе Александровка (ныне Таловского района Воронежской области). По происхождению из крестьянской семьи, русский. Отец — Трайнин Афанасий Григорьевич, мать — Трайнина Мария Ефремовна награждена орденом «Мать-героиня», вырастили 13 детей.
С 1926 года по 1930 год работал трактористом в селе Александровка (ныне Таловского района Воронежской области). С 1931 года по 1938 год работал трактористом на строительстве водоканала имени Кирова (Узбекистан) и трактористом на отделениях зерносовхоза «Галля-Арал» Самаркандской области Узбекистана.

### В годы Великой Отечественной войны
В Красной Армии с 1941 года. Участник Великой Отечественной войны с сентября 1941 года. На фронт ушёл в возрасте 32 лет механиком-водителем танка БТ-7, затем на танке Валентайн.
Основной военный путь начался для Петра Афанасьевича в битве за Москву с ноября 1941 года в 27-м бронедивизионе вблизи Солнечногорска. В составе данного дивизиона, который был переименован в 150-ю отдельную, Киевско-Коростеньскую, Краснознамённую танковую бригаду орденов Суворова, Кутузова и Богдана Хмельницкого продолжался военный путь освобождением городов Тулы, Калуги, Воронежа, Белгорода, Киева и дальше через Украину на Берлин. В составе танковой бригады был участником Курской битвы и освобождения Праги.
После лечения в госпитале от тяжёлого ранения в 1942 году боевой путь продолжал на танке Т-34.
Старшина Пётр Трайнин в бою 3 октября 1943 года за украинское село Страхолесье Чернобыльского района Киевской области первым прошёл по заминированному мосту через Днепр на танке Т-34 и гусеницами раздавил три противотанковых орудия, четыре миномёта, пять огневых точек противника. В ночь на 5 октября, в ходе ожесточённого боя, он из всего экипажа в живых остался один, но продолжал вести огонь по врагу. Контратака противника была отбита.
Указом Президиума Верховного Совета СССР от 17 октября 1943 года «за героизм и отвагу, проявленные в борьбе против немецко-фашистских захватчиков», старшине Трайнину Петру Афанасьевичу присвоено звание Героя Советского Союза с вручением ордена Ленина и медали «Золотая Звезда» (№ 1829).
Член ВКП(б)/КПСС с 1943 года.
Принимал участие в боях за Прагу. Весть о безоговорочной капитуляции Германии застала Петра Афанасьевича 9 мая вблизи Праги. Демобилизован из армии в сентябре 1945 года.

### В послевоенные годы
С 1939 по 1941 и с 1945 по 1951 год работал в зерносовхозе «Галля-Арал» Самаркандской области Узбекистана шофёром, затем механизатором, с 1945 — главным механиком. В совхозе «Галля-Арал» в 1947 году получили урожай зерновых 25 центнеров с гектара. На опытном участке в 500 гектаров урожай зерновых 31,6 центнеров с гектара. Директор совхоза, агроном и секретарь парторганизации и Трайнин Пётр Афанасьевич указом Президиума Верховного Совета СССР от 26 апреля 1948 года за высокие показатели в труде были удостоены звания Героя Социалистического Труда с вручением ордена Ленина и золотой медали «Серп и Молот» (№ 1823).
С 1952 года по 1974 год работал старшим механиком, затем главным инженером в племсовхозе № 8 имени Сталина Самаркандской области Узбекистана. В 1958 году окончил Троицкий техникум механизации и электрификации сельского хозяйства Челябинской области.
В связи с выходом на пенсию в 1975 году переехал в город Белгород.
Умер 9 августа 1978 года. Похоронен в Белгороде на Центральном кладбище.

## Семья
Женился в 1929 году на односельчанке Трайнине (Малаховой) Надежде Ильиничне (1910—1992, Белгород). Сын Трайнин Леонид Петрович (1931—2008, Актобэ, Казахстан). Сын Трайнин Александр Петрович (1936—2000, Белгород). Сын Трайнин Геннадий Петрович (1939—1997, станция Джума, Узбекистан). Дочь Трайнина Валентина Петровна (род. 1940, проживает в городе Белгород). Семь внучек и один внук, пять правнучек и четыре правнука проживают в России, на Украине и в Казахстане.

## Труды
- Трайнин П. А. [militera.lib.ru/memo/russian/traynin_pa/ Солдатское поле.] — М.: Воениздат, 1981. — 171 с, портр. — («Рассказывают фронтовики»). / Литературная запись Н. Н. Тараторина // Тираж 65 000 экз.

## Награды и звания
- Медаль «Золотая Звезда» № 1829 Героя Советского Союза (17 октября 1943),
- медаль «Серп и Молот» № 1823 Героя Социалистического Труда (26 апреля 1948),
- два ордена Ленина (17 октября 1943, 26 апреля 1948),
- орден Отечественной войны 1-й степени (22 января 1943),
- орден Отечественной войны 2-й степени,
- два ордена Красной Звезды (20 июля 1943, 11 октября 1943),
- медали «За освобождение Праги» (1946), «За победу над Германией» (1946), «За оборону Москвы» (1984),
- знак «Отличный танкист» (1942), Гвардейский знак (1943).

## Память
- Бронзовый бюст Героя Советского Союза, Героя Социалистического Труда П. А. Трайнина установлен в посёлке городского типа Таловая Воронежской области.
- Имя Героя присвоено средней школе в совхозе № 8 Самаркандской области Узбекистан и установлен бронзовый бюст П. А. Трайнину.
- В Белгороде на фасаде дома № 5 по улице Гагарина, в котором жил Герой, установлена мемориальная доска.
- На территории парка Победы Белгорода П. А. Трайнину воздвигнут бюст-памятник.
- В Белгородском историко-художественном музее-диораме «Курская битва» хранятся, переданные членами семьи П. А. Трайнина, медали и ордена, а также его документы и личные вещи.